# ON THE PLANET
『ON THE PLANET』（オン・ザ・プラネット）は、全国FM放送協議会（JFN）加盟の各局で放送されていた深夜放送のラジオワイド番組である。2015年4月1日に放送開始。放送時間は2020年4月6日より毎週火曜 - 金曜 2:00 - 4:00（番組表上の月曜 - 木曜 26:00 - 28:00）。

## 概要
それまでの『BIG SPECIAL』に代わる深夜のワイド番組として放送開始。パーソナリティには専門のラジオDJではなく、「リアルに世界を自分の足で知覚している人、肌で知覚している人」である、様々な領域で活動している人物を迎えている。
開始時点では火曜 - 木曜（月曜 - 水曜深夜）をTOKYO FM・金曜（木曜深夜）をFM大阪が制作する態勢や、冨澤一誠ナビゲートの『AGE FREE MUSIC〜大人の音楽』の内包を『BIG SPECIAL』から引き継いでいた。
2015年4月1日から2020年4月2日までは1:00 - 4:00の3時間放送だったが、同年4月6日から『TOKYO SPEAKEASY』放送開始のため2:00 - 4:00に短縮された。3時間放送のころは、1時台は世界の様々なトピックスを伝える「TODAY'S PLANET」、2時台はゲストを迎える「DREAM PLANET」と音楽中心の「MUSIC PLANET」、3時台は「エイジ・フリー・ミュージック」と「FEATURE TRACKS」からなる音楽コーナー「GREEN PLANET」で構成されていた。
FM大阪による金曜（木曜深夜）制作は2021年9月30日で終了し、翌週の10月7日からTOKYO FM制作（実際の制作はJFNC）による「Thursday Edition」として放送され、パーソナリティは月替わり制となる（ただし、TOKYO FMは木曜深夜のみ別番組のため放送されない。ネット各局への裏送りとなった）。金曜（木曜深夜）3時台の東京制作は『BIG SPECIAL』時代の2012年3月以来。
2022年3月31日放送をもって番組終了することが発表された。後番組はJFNのオーディオプラットフォーム"AuDee"を活かした『AuDee CONNECT』。

## パーソナリティ
曜日表記は放送枠上の曜日で表記。
- 月曜（火曜未明） - 武田俊（2019年4月 - ）
- 火曜（水曜未明） - 玉川太福（2019年4月 - ）
- 水曜（木曜未明） - 綿谷エリナ（2019年4月 - ）※2019年3月までは『クロノス』を担当
- 木曜（金曜未明） - 月替わり（2021年10月 - ）
  - 2021年10月：そわんわん
  - 2021年11月：松浦航大
  - 2021年12月：もりすけ
  - 2022年1月：FAKY、lol、GENIC（3グループのそれぞれ一部メンバーが週替わりで出演）
  - 2022年2月：なかねかな、ゆでたまご安井
  - 2022年3月：ぱーてぃーちゃん

過去のパーソナリティ
| 期間      | 期間      | 月曜                 | 火曜     | 水曜         | 木曜         |
| --------- | --------- | -------------------- | -------- | ------------ | ------------ |
| 2015.4.1  | 2017.3.30 | テット・ワダ         | D［diː］ | 村上祐資     | ロバータ     |
| 2017.4.3  | 2018.4.26 | マシューまさるバロン | D［diː］ | 村上祐資     | トム・リー   |
| 2018.4.30 | 2018.9.27 | マシューまさるバロン | D［diː］ | 村上祐資     | 弥園綾奈     |
| 2018.10.1 | 2019.3.28 | マシューまさるバロン | D［diː］ | 海猫沢めろん | 弥園綾奈     |
| 2019.4.1  | 2021.9.30 | 武田俊               | 玉川太福 | 綿谷エリナ   | うらともえ   |
| 2021.10.4 | 2022.3.31 | 武田俊               | 玉川太福 | 綿谷エリナ   | （月替わり） |

代理パーソナリティ
- 荻田泰永（2016年9月21日 - 10月26日、2017年6月14日 - 9月6日、村上の代理）
- ネイビーズアフロ（2019年8月29日、2021年3月18日、3月25日、うらの代理）
- ハリウッドザコシショウ、だーりんず（2022年2月11日、なかね・安井の代理）

## コーナー
シェリーめぐみ
全放送日の2時台（番組表上の26時台）の最初にニューヨーク在住のジャーナリスト、シェリーめぐみへの電話インタビューコーナーを行っており。「シェリーめぐみ from NY!」「NY Future Lab」などのコーナーを行っていた。
「シェリーめぐみ from NY!」では「ニューヨークの今を伝える」として、アメリカ左派系マスメディアおよび、ポリティカル・コレクトネス、ブラック・ライヴズ・マター、ヴィーガン、環境保護団体、親民主党、反ドナルド・トランプなどのウォーク・カルチャーの社会活動家の論調を、「NY Future Lab」では「これからの時代の主役となる『Z世代』と『ミレニアル世代』にフォーカスする」と「Ｚ世代評論家 シェリーめぐみ」として座談会形式でニューヨーク在住の都市部の若年富裕リベラル層(ジェネレーションレフト)の主張や状況を伝えていた。
マシューまさるバロンのパーソナリティの時は「今日のトランプ大統領」としてドナルド・トランプのスキャンダル等を取り上げネガティブキャンペーンを行っていた。「トランプ氏は大統領に向いていない」と批評された記事をシェリーめぐみが読み上げた際にはマシューまさるバロンが「やったぁ！」と歓声をあげるということもあった。
2020年アメリカ合衆国大統領選挙の時にはコーナー終了後、 綿谷エリナが「バイデンさんが大統領になるといいですね」とコメントしたこともあった。
ゴールデングローブ賞が人種・性差別問題で抗議活動と俳優のボイコットで壊滅状態であることを素晴らしい成果であると取り上げ、ウィル・スミスのアカデミー賞会場でのビンタ事件に関して「せっかく選考員が黒人だけになっていい方向になってきたのに『これだから黒人は』と言われてしまう。ただのジョークじゃないのー」と発言していた。
放送時間短縮後も引き続き2時台最初にコーナーが行われた（番組の最初のコーナーとなる）。「Thursday Edition」以降は木曜にはコーナーは行われなかった。
最終週の火曜日でシェリーめぐみは「日本人も目覚めなければならない」とコメントしていた。水曜は「NY Future Lab」を放送した。
「NY Future Lab」はCartoonがパーソナリティを務めるInterFM897で放送していたのラジオ番組「Sensor -NightOut in TOKYO」の番組コーナーとなった後、毎週水曜日の18時40分からの15分番組として存続している。

## 内包番組
2019年4月2日（1日深夜）よりJFN PARKアプリ内の音声コンテンツとして配信している2番組を隔週交代で火曜（月曜深夜）1:30頃に放送していた。
酒井若菜の真夜中散歩
女優・酒井若菜による「聴くエッセイ」。酒井が編集長を務めるWEBマガジン「marble」と連動した番組だった。第45回をもって地上波での放送も配信も終了した。
伊藤沙莉のsaireek channel
女優・伊藤沙莉が様々なコーナーを通してトークしていく番組。地上波での放送終了後も、JFN PARKにて隔週更新で配信している。

## ネット局
放送時間の早い順から記載。
全局、「radiko」・「radiko.jpプレミアム」で聴取可能。ただし、AIR-G'・FM FUKUOKA・特別加盟局のInterFM897は自主編成を行っているため開始当初から未ネット。

### 現在
| 放送対象地域   | 放送局名                                    | 放送時間                                 | 備考   |
| -------------- | ------------------------------------------- | ---------------------------------------- | ------ |
| 青森県         | エフエム青森（AFB）                         | 火曜 - 金曜 2:00 - 4:00                  |        |
| 岩手県         | エフエム岩手（FM IWATE）                    | 火曜 - 金曜 2:00 - 4:00                  |        |
| 秋田県         | エフエム秋田（AFM）                         | 火曜 - 金曜 2:00 - 4:00                  |        |
| 宮城県         | エフエム仙台（Date fm）                     | 火曜 - 金曜 2:00 - 4:00                  | [ 24 ] |
| 山形県         | エフエム山形（Rhythm Station）              | 火曜 - 金曜 2:00 - 4:00                  |        |
| 福島県         | エフエム福島（ふくしまFM）                  | 火曜 - 金曜 2:00 - 4:00                  |        |
| 群馬県         | エフエム群馬（FM GUNMA）                    | 火曜 - 金曜 2:00 - 4:00                  |        |
| 栃木県         | エフエム栃木（RADIO BERRY）                 | 火曜 - 金曜 2:00 - 4:00                  |        |
| 新潟県         | エフエムラジオ新潟（FM-NIIGATA）            | 火曜 - 金曜 2:00 - 4:00                  |        |
| 富山県         | 富山エフエム放送（FMとやま）                | 火曜 - 金曜 2:00 - 4:00                  |        |
| 石川県         | エフエム石川（HELLO FIVE）                  | 火曜 - 金曜 2:00 - 4:00                  |        |
| 福井県         | 福井エフエム放送（FM FUKUI）                | 火曜 - 金曜 2:00 - 4:00                  |        |
| 長野県         | 長野エフエム放送（FM長野）                  | 火曜 - 金曜 2:00 - 4:00                  |        |
| 静岡県         | 静岡エフエム放送（K-mix）                   | 火曜 - 金曜 2:00 - 4:00                  | [ 25 ] |
| 岐阜県         | エフエム岐阜（FM GIFU）                     | 火曜 - 金曜 2:00 - 4:00                  |        |
| 三重県         | 三重エフエム放送（レディオキューブ FM三重） | 火曜 - 金曜 2:00 - 4:00                  |        |
| 兵庫県         | 兵庫エフエム放送（Kiss FM KOBE）            | 火曜 - 金曜 2:00 - 4:00                  |        |
| 滋賀県         | エフエム滋賀（e-radio）                     | 火曜 - 金曜 2:00 - 4:00                  |        |
| 広島県         | 広島エフエム放送（HFM）                     | 火曜 - 金曜 2:00 - 4:00                  |        |
| 山口県         | エフエム山口（FMY）                         | 火曜 - 金曜 2:00 - 4:00                  |        |
| 島根県・鳥取県 | エフエム山陰（V-air）                       | 火曜 - 金曜 2:00 - 4:00                  | [ 26 ] |
| 岡山県         | 岡山エフエム放送（FM OKAYAMA）              | 火曜 - 金曜 2:00 - 4:00                  |        |
| 香川県         | エフエム香川（FM香川）                      | 火曜 - 金曜 2:00 - 4:00                  |        |
| 高知県         | エフエム高知（Hi-Six）                      | 火曜 - 金曜 2:00 - 4:00                  | [ 27 ] |
| 徳島県         | エフエム徳島（FM TOKUSHIMA）                | 火曜 - 金曜 2:00 - 4:00                  |        |
| 佐賀県         | エフエム佐賀（FMS）                         | 火曜 - 金曜 2:00 - 4:00                  |        |
| 長崎県         | エフエム長崎（FM Nagasaki）                 | 火曜 - 金曜 2:00 - 4:00                  |        |
| 大分県         | エフエム大分（Air-Radio FM88）              | 火曜 - 金曜 2:00 - 4:00                  |        |
| 熊本県         | エフエム熊本（FMK）                         | 火曜 - 金曜 2:00 - 4:00                  |        |
| 宮崎県         | エフエム宮崎（JOY FM）                      | 火曜 - 金曜 2:00 - 4:00                  |        |
| 鹿児島県       | エフエム鹿児島（μFM）                       | 火曜 - 金曜 2:00 - 4:00                  |        |
| 沖縄県         | エフエム沖縄（FM沖縄）                      | 火曜 - 金曜 2:00 - 4:00                  |        |
| 東京都         | エフエム東京（TOKYO FM）                    | 火曜 - 木曜 2:00 - 4:00                  | 制作局 |
| 大阪府         | エフエム大阪（FM大阪）                      | 火曜 - 木曜 2:00 - 4:00 金曜 3:00 - 4:00 | [ 31 ] |

### 過去
| 放送対象地域 | 放送局名                 | 放送時間                | 放送終了日    | 備考   |
| ------------ | ------------------------ | ----------------------- | ------------- | ------ |
| 愛知県       | エフエム愛知（FM AICHI） | 火曜 3:00 - 4:00        | 2019年3月25日 | [ 32 ] |
| 愛媛県       | エフエム愛媛（JOEU-FM）  | 火曜 - 金曜 2:00 - 3:00 | 2021年3月31日 | [ 33 ] |